# 再一次說愛你
《再一次說愛你》（トワイライト ささらさや）是由日本電視台（NTV）、日活制作，華納兄弟公司發行的114分鐘的影片。本片由新垣結衣主演，深川榮洋導演，深川榮洋、山室有纪子編劇，根據加納朋子的小说《佐佐良沙耶》改编，於2014年11月8日在日本上映。

## 劇情簡介
講述了沙耶的丈夫優太郎因意外事故突然去世後，借助他人的身體来幫助無依無靠的母子二人的奇妙故事。片中首次挑戰母親角色，劇本改編自迦納朋子原著同名小說，是一部以奇幻懸疑包裝實則探索家庭親情關係的作品

## 登場人物及演員
- 沙耶 - 新垣結衣 飾[4]-主演

優太郎之妻
- 優太郎 - 大泉洋 飾[4]

沙耶的丈夫
- 裕介 - 森蓮太郎、加藤楷翔 飾

優太郎之子
- 佐野 - 中村蒼 飾

車站站務員
- 惠梨香 - 福島莉拉 飾
- 川田義男 - 鶴野剛士 飾
- ダイヤ - 寺田心 飾
- 久代阿姨 - 波乃久里子（日语：波乃久里子） 飾
- 珠子 - 藤田弓子（日语：藤田弓子） 飾
- 師匠 - 小松政夫 飾（優太郎的落語師傅）
- 優太郎之父 - 石橋凌  飾
- 阿夏 - 富司純子 飾
- 少年優太郎 - 須田琉雅（日语：須田琉雅） 飾

## 工作人員
- 導演 - 深川榮洋（日语：深川榮洋）
- 劇本 - 山室有紀子、深川栄洋
- 音楽 - 平井真美子
- 製作 - 中山良夫、由里敬三、本間憲、福田太一、藪下維也、柏木登、小玉圭太、松田陽三、宇田川寧、宮本直人
- 撮影 - 安田光
- 照明 - 長田達也
- 録音 - 林大輔
- 美術 - 黒瀧きみえ
- 装飾 - 山田好男
- 剪輯 - 阿部亙英
- 衣裳 - 浜井貴子
- 美髮 - 竹下函

## 主題曲
- 可苦可樂-「Twilight」